# Västersjön (Norra Finnskoga socken, Värmland, 675828-131511)
Västersjön är en sjö i Torsby kommun i Värmland och ingår i Göta älvs huvudavrinningsområde. Sjön har en area på 0,382 kvadratkilometer och ligger 306 meter över havet. Västersjön ligger i Västersjön Natura 2000-område.

## Delavrinningsområde
Västersjön ingår i det delavrinningsområde (675995-131545) som SMHI kallar för Mynnar i Hynnan. Medelhöjden är 368 meter över havet och ytan är 32,89 kvadratkilometer. Det finns inga avrinningsområden uppströms utan avrinningsområdet är högsta punkten. Viatbäcken som avvattnar avrinningsområdet har biflödesordning 4, vilket innebär att vattnet flödar genom totalt 4 vattendrag innan det når havet efter 492 kilometer. Avrinningsområdet består mestadels av skog (67 procent) och sankmarker (26 procent). Avrinningsområdet har 0,54 kvadratkilometer vattenytor vilket ger det en sjöprocent på 1,6 procent.